# Partido Socialista Revolucionário (Brasil)
O Partido Socialista Revolucionário (PSR) foi uma organização política trotskista brasileira formada em 1939 e liderada por Herminio Sacchetta e Heitor Ferreira Lima.
Dainis Karepovs descreve que um ano após o putsch comunista de novembro de 1935, ao qual se sucedeu um período de orientações políticas ora mais à direita, ora mais à esquerda, o PCB, aderindo ao padrão mundial de "frente popular" estabelecido pela Internacional Comunista (lC) em seu VIII Congresso, decidiu adotar a orientação de considerar a burguesia local como "força motriz da revolução brasileira".
Assim, continua Karepovs, a maioria da militância comunista acabou se indignando frente a uma das principais consequências dessa nova orientação do PCB: o papel secundário ao qual eram relegados os trabalhadores e o próprio partido. A revolta contra a nova linha teve à sua frente Herminio Sacchetta, secretário regional do PCB em São Paulo, e Heitor Ferreira Lima, ex-secretário geral do PCB e que fora o primeiro brasileiro a estudar na Escola Leninista da Internacional Comunista. Os dois conseguiram que a maioria dos comitês regionais do partido ficassem, num primeiro momento, ao seu lado. No entanto, o secretário geral Lauro Reginaldo da Rocha (Bangu), com apoio ativo da IC, reverteu o quadro. No grupo de Sachetta começaram a repercutir as críticas feitas por Leon Trotsky e seus partidários à orientação da IC, a qual, por implementar determinações às suas seções de interesse da política externa da União Soviética, era por ele chamada de "guarda-fronteiras da URSS". Parte dos militantes do grupo de Sachetta-Ferreira Lima se aproxima do grupo trotskista brasileiro de Mário Pedrosa, dando origem, em agosto de 1939, ao Partido Socialista Revolucionário (PSR), entre estes, Patrícia Galvão (Pagú).
| Partido Comunista do Brasil (PCB) 1922–1961 | Partido Comunista Brasileiro (PCB) 1961–1992 | Partido Comunista Brasileiro (PCB) 1961–1992   |                                                  | Partido Popular Socialista (PPS) 1992–2019 | Partido Popular Socialista (PPS) 1992–2019        | Partido Popular Socialista (PPS) 1992–2019 | Cidadania 2019–presente |
| Partido Comunista do Brasil (PCB) 1922–1961 | Partido Comunista Brasileiro (PCB) 1961–1992 | Partido Comunista Brasileiro (PCB) 1961–1992   | Partido Comunista (PC) 1992–1993                 |                                            |                                                   |                                            |                         |
| Partido Comunista do Brasil (PCB) 1922–1961 | Partido Comunista Brasileiro (PCB) 1961–1992 | Partido Comunista Brasileiro (PCB) 1961–1992   | Partido Comunista Brasileiro (PCB) 1993–presente |                                            |                                                   |                                            |                         |
| Partido Comunista do Brasil (PCB) 1922–1961 | Liga Comunista Internacionalista (LCI)       |                                                |                                                  |                                            |                                                   |                                            |                         |
| Partido Comunista do Brasil (PCB) 1922–1961 | Partido Operário Leninista (POL)             |                                                |                                                  |                                            |                                                   |                                            |                         |
| Partido Comunista do Brasil (PCB) 1922–1961 | Partido Socialista Revolucionário (PSR)      |                                                |                                                  |                                            |                                                   |                                            |                         |
| Partido Comunista do Brasil (PCB) 1922–1961 |                                              |                                                |                                                  |                                            | Partido Comunista do Brasil (PCdoB) 1962–presente |                                            |                         |
| Partido Comunista do Brasil (PCB) 1922–1961 |                                              | Movimento Revolucionário Oito de Outubro (MR8) |                                                  | Partido Pátria Livre (PPL) 2009–2019       |                                                   |                                            |                         |

O documento de Pagu de apoio à fundação do PSR disse:
| “ | Este documento vai com o meu apoio absoluto aos camaradas revolucionários pela posição que tomaram frente à burocracia internacional que tem travado a marcha do movimento revolucionário e traído o proletariado da URSS e as conquistas da Revolução soviética. A minha posição foi tomada depois de uma análise meticulosa, longa e objetiva, que se iniciou com a primeira dúvida produzida na minha passagem pela URSS. É a minha convicção revolucionária que me coloca ao lado dos companheiros na luta contra a burocracia, por um partido verdadeiramente revolucionário, pela Revolução Proletária Internacional. Autorizo a publicação mesmo com meu nome legal, total ou em parte. (...) | ” |

| “ | Hoje a burocracia da Internacional impera absoluta, mas a própria organização burocrática fará com que ao primeiro grande embate histórico as sua seções se desagreguem, apareçam cisões nos seus seios. (...) Seria erróneo (sic) e artificial julgar que tais cisões sejam apenas fenómenos de desagregação. Elas são também, e em grande parte, função das traições de classe, da própria composição dos partidos. E não nos esqueça. mos que "se as diferenças de pontos de vista no seio do partido coincidir com diferenças de classe nenhuma força nos afastará da cisão" (Lenin _ Testamento). À medida que nos aproximamos do epílogo das crises mais ou menos continuadas do capitalismo, vamos sentindo a necessidade de abandonar aqueles que traíram o proletariado na China, na França, na Alemanha, na Espanha, sob pena de sermos cúmplices de uma catástrofe histórica. A burocracia perdendo terreno, acuada pela massa operária, será cada vez mais violenta na sua ação compressora. Isto é um caráter que lhe é específico. Não esqueçamos as palavras de Stalin, palavras típicas de um golpe bonapartista: "Estes quadros só serão destituídos pela guerra civil" (Pleno do CC de agosto de 27). (...) Os elementos conscientes e capazes saberão o caminho a seguir. Saberão encarar a burocracia como um acidente funesto, mas incapaz de deter a marcha da história. Saudações revolucionárias! Pagú | ” |